# Světový pohár v běhu na lyžích 1985/1986
Světový pohár v běhu na lyžích 1985/86 byl pátým ročníkem Světového poháru v běhu na lyžích pod záštitou Mezinárodní lyžařské federace (FIS). Muži i ženy odjeli celkem 9 individuálních závodů a 5 štafet. Celkovými vítězi se stali Švéd Gunde Svan a Finka Marjo Matikainenová.
Před sezónou došlo po několika letech sporů k dohodě mezi lyžaři a federacemi ohledně definice a používání lyžařských stylů. Byly oficiálně rozlišeny styl klasický a styl volný, a u každého závodu bylo předem stanoveno, pro jaký z obou stylů je vypsán.

## Výsledky závodů

### Muži
| No. | Datum             | Místo         | Závod   | Vítěz            | 2. místo                | 3. místo         | Ref.               |
| 1   | 8. prosinec 1985  | Labrador City | 15 km K | Gunde Svan       | Pål Gunnar Mikkelsplass | Vladimir Smirnov |                    |
| 2   | 14. prosinec 1985 | Biwabik       | 30 km V | Gunde Svan       | Kari Ristanen           | Ove Aunli        |                    |
| 3   | 11. leden 1986    | La Bresse     | 30 km K | Gunde Svan       | Vladimir Smirnov        | Erik Östlund     |                    |
| 4   | 15. leden 1986    | Bohinj        | 5 km V  | Torgny Mogren    | Gunde Svan              | Vegard Ulvang    |                    |
| 5   | 14. únor 1986     | Oberstdorf    | 50 km V | Gunde Svan       | Vladimir Sakhnov        | Maurilio De Zolt |                    |
| 6   | 23. únor 1986     | Kavgolovo     | 15 km K | Vladimir Smirnov | Gunde Svan              | Yuriy Burlakov   |                    |
| 7   | 2. březen 1986    | Lahti         | 15 km V | Torgny Mogren    | Gunde Svan              | Giorgio Vanzetta |                    |
| 8   | 8. březen 1986    | Falun         | 30 km K | Thomas Wassberg  | Thomas Eriksson         | Martin Hole      |                    |
| 9   | 14. březen 1986   | Oslo          | 50 km K | Gunde Svan       | Torgny Mogren           | Vegard Ulvang    | [nedostupný zdroj] |

### Ženy
| No. | Datum             | Místo         | Závod   | Vítězka             | 2. místo            | 3. místo            | Ref. |
| 1   | 7. prosinec 1985  | Labrador City | 5 km V  | Marjo Matikainenová | Anfisa Rezcovová    | Jaana Savolainen    |      |
| 2   | 13. prosinec 1985 | Biwabik       | 10 km K | Brit Pettersenová   | Marianne Dahlmo     | Marjo Matikainenová |      |
| 3   | 11. leden 1986    | Les Saisies   | 10 km V | Gaby Nestlerová     | Carola Jacob        | Simone Opitzová     |      |
| 4   | 18. leden 1986    | Nové Město    | 20 km V | Simone Opitzová     | Gaby Nestlerová     | Marianne Dahlmo     |      |
| 5   | 15. únor 1986     | Oberstdorf    | 20 km K | Marianne Dahlmo     | Brit Pettersenová   | Raisa Smetaninová   |      |
| 6   | 22. únor 1986     | Kavgolovo     | 10 km K | Anne Jahrenová      | Marianne Dahlmo     | Raisa Smetaninová   |      |
| 7   | 2. březen 1986    | Lahti         | 5 km K  | Marjo Matikainenová | Anne Jahrenová      | Marianne Dahlmo     |      |
| 8   | 8. březen 1986    | Falun         | 30 km K | Brit Pettersenová   | Marjo Matikainenová | Marit Mikkelsplass  |      |
| 9   | 15. březen 1986   | Oslo          | 10 km V | Jaana Savolainen    | Simone Opitzová     | Anne Jahrenová      |      |

### Týmové závody
| Datum             | Místo         | Závod   | Vítěz                                                                        | 2. místo                                                                    | 3. místo                                                                                        | Složení | Ref. |
| 8. prosinec 1985  | Labrador City | 4x10 km | –                                                                            | –                                                                           | –                                                                                               | muži    |      |
| 15. prosinec 1985 | Biwabik       | 4x5 km  | –                                                                            | –                                                                           | –                                                                                               | ženy    |      |
| 15. leden 1986    | Bohinj        | 4x10 km | –                                                                            | –                                                                           | –                                                                                               | muži    |      |
| 15. leden 1986    | Klingenthal   | 4x5 km  | –                                                                            | –                                                                           | –                                                                                               | ženy    |      |
| 16. únor 1986     | Oberstdorf    | 4x10 km | –                                                                            | –                                                                           | –                                                                                               | muži    |      |
| 16. únor 1986     | Oberstdorf    | 4x5 km  | –                                                                            | –                                                                           | –                                                                                               | ženy    |      |
| 1. březen 1986    | Lahti         | 4x5 km  | Norsko I Berit Aunli Brit Pettersenová Solveig Pedersenová Anne Jahrenová    | Norsko II Marianne Myklebustová Nina Skeime Nina Østvold Trude Dybendahlová | Finsko Pirkko Määttä Eija Hyytiäinen Jaana Savolainen Marjo Matikainenová                       | ženy    |      |
| 9. březen 1986    | Falun         | 4x10 km | Švédsko Erik Östlund Thomas Eriksson Torgny Mogren Gunde Svan                | Norsko Arild Monsen Vegard Ulvang Pål Gunnar Mikkelsplass Martin Hole       | Finsko Ari Hynninen Kari Ristanen Aki Karvonen Harri Kirvesniemi                                | muži    |      |
| 13. březen 1986   | Oslo          | 4x10 km | Švédsko I Erik Östlund Thomas Eriksson Torgny Mogren Gunde Svan              | Itálie Marco Albarello Albert Walder Maurilio De Zolt Giorgio Vanzetta      | Švédsko II Thomas Wassberg Christer Majbäck Lars Håland Sven-Eric Danielsson                    | muži    |      |
| 13. březen 1986   | Oslo          | 4x5 km  | Švédsko I Lis Frostová Carina Görlinová Karin Lamberg-Skog Annika Dahlmanová | Norsko I Marianne Dahlmo Nina Skeime Berit Aunli Anne Jahrenová             | Norsko II Inger Helene Nybråten Grete Ingeborg Nykkelmo Hilde Gjermundshaug Pedersen Siv Tangen | ženy    |      |

## Celkové pořadí
| Umístění | Lyžař                   | Země          | Body |
| -------- | ----------------------- | ------------- | ---- |
| 1.       | Gunde Svan              | Švédsko       | 145  |
| 2.       | Torgny Mogren           | Švédsko       | 101  |
| 3.       | Vladimir Smirnov        | Sovětský svaz | 78   |
| 4.       | Pål Gunnar Mikkelsplass | Norsko        | 57   |
| 4.       | Erik Östlund            | Švédsko       | 57   |
| 6.       | Thomas Eriksson         | Švédsko       | 50   |
| 7.       | Christer Majbäck        | Švédsko       | 47   |
| 8.       | Vegard Ulvang           | Norsko        | 43   |
| 9.       | Pierre Harvey           | Kanada        | 40   |
| 10.      | Martin Hole             | Norsko        | 29   |

| Umístění | Lyžařka             | Země          | Body |
| -------- | ------------------- | ------------- | ---- |
| 1.       | Marjo Matikainenová | Finsko        | 107  |
| 2.       | Marianne Dahlmo     | Norsko        | 106  |
| 3.       | Brit Pettersenová   | Norsko        | 104  |
| 4.       | Anne Jahrenová      | Norsko        | 88   |
| 5.       | Simone Opitzová     | Německo       | 60   |
| 6.       | Gaby Nestlerová     | Německo       | 54   |
| 6.       | Evi Kratzerová      | Švýcarsko     | 54   |
| 8.       | Jaana Savolainen    | Finsko        | 44   |
| 9.       | Nina Koroljovová    | Sovětský svaz | 42   |
| 9.       | Pirkko Määttä       | Finsko        | 42   |